# Formicilla munda
Formicilla munda är en skalbaggsart som beskrevs av Leconte 1852. Formicilla munda ingår i släktet Formicilla och familjen kvickbaggar. Inga underarter finns listade i Catalogue of Life.